# 金蓮寺 (飯能市)
金蓮寺（こんれんじ）は、埼玉県飯能市にある時宗寺院。

## 概略と沿革
『新編武蔵風土記稿』高麗郡巻3 下畑村には次のようにある。時宗当麻派本山・無量光寺の末。本尊は恵心の作。他阿真教が開山で、開基の宮倉三郎兵衛は文保元年（1317年）に亡くなっている。この人物は里正（名主）和助の祖であると。
宮倉家はこの地の地侍で、清戸三番衆の内。彼らは三田氏の旧臣で後北条氏に従った人々である。寺の西側一帯が館跡と考えられている。今も小字を宮倉と言い、その末裔が檀家である。
江戸時代、7石の朱印地を持っていた。
境内に応永7年（1400年）の見事な六字名号の板碑がある。

## 交通アクセス
- 西武鉄道池袋線／東日本旅客鉄道八高線東飯能駅から国際興業バスで14分程
- 西武鉄道池袋線飯能駅から国際興業バスで17分程
- 東日本旅客鉄道青梅線河辺駅から東京都交通局路線バスで25分程
- 東日本旅客鉄道青梅線東青梅駅から東京都交通局路線バスで28分程

いずれも下畑バス停留所で下車、すぐ。